# Лазарос Варзис
 Тази статия е за андартския капитан от Конско.  За андартския капитан от Афитос, който също е известен като капитан Закардас, вижте Теохарис Сарикас.  
Лазарос Варзис, известен като капитан Заркадас (на гръцки: Λάζαρος Βαρζής, καπετάν Ζαρκάδας), е гръцки андартски капитан, деец на Гръцката въоръжена пропаганда в Западна Македония.

## Биография
Лазарос Варзис е роден в сятищкото гръцко село Конско, тогава в Османската империя, днес Галатини, Гърция. Участва в гръцкото въстание в Македония в 1878 година, както и в Гръцкото четническо движение в 1896 година като глава на малка чета заедно с Атанасиос Бруфас, който му е втори баща.
По време на гръцката пропаганда в Македония действа в Мъглен от юни 1906 до март 1908 година, като си сътрудничи с капитан Атанасиос Ексадактилос. Поддържа контакти с Трайко Браянов, като го привлича на гръцка страна.